# Ал лук мас
Ал лук мас (аал лук мас) е свещено дърво в якутската митология, в което обитава духът-покровител на местността. За такива дървета се смятат стари брези или лиственици, които растат отделно от другите, на върха на възвишение или край гора. Вярва се, че в техните клони играят Ереке Джереке, децата на Ан дархан хотун.
Дърветата ал лук мас са обгрижвани, ограждани; по тях се завързват своего рода подаръци – пъстри парчета плат, връвчици и снопчета от конски косми и др. Съществува строга забрана за сеченето или увреждането им. Обикновено са родови дървета – всеки род се грижи за свое дърво. Край тях се извършват жертвоприношения на Ан дархан хотун.
Срещат се и други названия на тези дървета, подчертаващи отличителните им белези. Название от този тип е, например, „ар мас“, което означава „бяло или почтено дърво“. В Олонхо – героичния епос на якутите, – дървото Ал лук мас олицетворява вечно живата растителност.